# Lotta greco-romana ai Giochi della X Olimpiade - Pesi welter
La competizione della categoria pesi welter (fino a 72 kg) di lotta greco-romana dei Giochi della X Olimpiade si è svolta dal 4 al 7 agosto al Grand Olympic Auditorium in Los Angeles.

## Formato
Ad ogni incontro venivano assegnate le seguenti penalità:
- 0 = Al vincitore per schienata
- 1 = Al vincitore ai punti
- 3 = Allo sconfitto

Con cinque punti o più di penalità il lottatore veniva eliminato.

## Risultati
| Legenda                                  | Legenda |
| ---------------------------------------- | ------- |
| Lottatore con 5 penalità o più Eliminato |         |

### 1 turno
| Vincitore      | Pen. | Risultato | Sconfitto        | Pen. |
| -------------- | ---- | --------- | ---------------- | ---- |
| Børge Jensen   | 1    | Ai punti  | Arild Dahl       | 3    |
| Ivar Johansson | 0    | Schienata | Gyula Zombori    | 3    |
| Osvald Käpp    | 1    | Ai punti  | Ercole Gallegati | 3    |
| Väinö Kajander | 0    | Schienata | Shūichi Yoshida  | 3    |

### 2 turno
Gyula Zombori si ritira dalla competizione.
| Vincitore        | Pen. | Risultato | Sconfitto       | Pen. |
| ---------------- | ---- | --------- | --------------- | ---- |
| Ivar Johansson   | 0    | Schienata | Arild Dahl      | 6    |
| Osvald Käpp      | 2    | Ai punti  | Børge Jensen    | 4    |
| Ercole Gallegati | 3    | Schienata | Shūichi Yoshida | 6    |
| Väinö Kajander   | 0    | -         | Esente          |      |

### 3 turno
| Vincitore        | Pen. | Risultato | Sconfitto    | Pen. |
| ---------------- | ---- | --------- | ------------ | ---- |
| Ivar Johansson   | 0    | Schienata | Osvald Käpp  | 5    |
| Väinö Kajander   | 0    | Schienata | Børge Jensen | 7    |
| Ercole Gallegati | 3    | -         | Esente       |      |

### 4 turno
| Vincitore      | Pen. | Risultato | Sconfitto        | Pen. |
| -------------- | ---- | --------- | ---------------- | ---- |
| Väinö Kajander | 0    | Schienata | Ercole Gallegati | 6    |
| Ivar Johansson | 0    | -         | Esente           |      |

### Finale
| Vincitore      | Pen. | Risultato | Sconfitto      | Pen. |
| -------------- | ---- | --------- | -------------- | ---- |
| Ivar Johansson | 1    | Ai punti  | Väinö Kajander | 3    |

## Classifica finale
| Pos.    | Atleta           | Nazione   |
| ------- | ---------------- | --------- |
| Oro     | Ivar Johansson   | Svezia    |
| Argento | Väinö Kajander   | Finlandia |
| Bronzo  | Ercole Gallegati | Italia    |
| 4       | Osvald Käpp      | Estonia   |
| 5       | Børge Jensen     | Danimarca |
| 6       | Arild Dahl       | Norvegia  |
| 6       | Shūichi Yoshida  | Giappone  |
| 8       | Gyula Zombori    | Ungheria  |